# 石頭剪刀布在各地的口令
石頭剪刀布在中國各地的口令，自古以來各有不同。自從「Rock paper scissors」這西洋稱呼被某些中文翻譯家採納以來，中國各地漢語有統一使用「石头、剪子、布」這五個字的趨勢。然而各地原先的口令，大多少於五個字，更為簡潔。石头、剪子、布通常是玩某些更複雜的多人游戏的前奏，目的是确定先後、庄家等。

## 口令
- 「识～拳儿」[2][3]，成都、重慶[4]。常讹寫為「拾～圈儿」，全句為「十大包赢魔方圈儿」[5][6]（第3/4字又寫作「报应」，第5-8字又寫為「摸芳雀儿」、「模仿圈儿」），如平局，後半句是「谁是中国的波斯猫儿」[6]

- 順口溜：

- 螃蟹（蟹, hai, /xai/）壳，八只脚，两个眼睛，这么大一砣。砣、剪、帕，帕、剪、砣
- 一只螃蟹八（呀八）隻脚，两个眼睛这么大一砣！砣砣砣，砣砸剪，剪剪帕，识（大）——拳儿！
- 砣子常誤作駝/坨／托子

- 寻宗帮,口令是“寻啊宗啊帮”或者直接喊出“寻宗帮”。（拼音qin zong bang, IPA /zin tsong pang/）[11][12]

- 划剪刀帕子：貴陽 [1]
- 剪刀破绢帕：寧波[13][14][15]

- 锛铰裹（bèn qiao[轻声] guǒ）[16]，常訛寫為「笨巧果」[17][18]（天津）[18][19][16]之后如果平局重复“下—其—裹！[來源請求]

- 捶呀捶冬捶：揚州[20]
- 包剪锤(搥)” (南京[21])
- 钉杠锤 dìng gàng(gǎng) chuí (「杠」又記為「缸」)（黑龍江[22][23]、吉林省[24][25]、遼寧[26]、河南信陽[27], 山西、内蒙古、安徽等地）
  - 竞钢锤（沈阳）[28]
- 蘇北泗阳: "剪剪布包锤"[29]

- 打沙锅：寧夏、[30][31][32]、內蒙古阿拉善盟[33]、甘肅平涼[34]

- 遊戲叫"打沙鍋", 口令叫chi chi chi: 宁夏

- “猜—包—吃”（聲調Cài Báo Chi[來源請求]）（兰州[36][37]、宝鸡）

- “𤭢丁壳！”[38]（𤭢為「碎」的音變，[39][40]經常訛寫為「猜丁壳」[41]） （老北京話[41]、遼東滿族[42]）

- 如平局，後續為“丁丁壳”

- “杠—剪—被”（Gàng jiān béi）（新乡、开封[45]）

- “竞－老－头”（沈阳[46][47][28][48]）

- 猜跟起（山西太原）[49][50]

- 「包剪䂿（dɐp6）」[51](「䂿」在此變音，亦寫為「𢱕」[52]；粵語）

- 如平局，後半句為「二四六八十！（sɐp6）」

- 「猜程尋」（tsai1 tsiŋ4 tsɐm4”）[53]，又寫「猜情尋」[54]、「猜澄鋹」[55]

- 「（程尋／清侵）磨鉸叉燒包」，如為平局，後句是「老鼠唔食豆沙包」

- 「（程尋／清侵）糯米叉燒包」[58]，如為平局，後句同上。

- 讀「程尋」tsiŋ4 tsɐm4的一派，指「猜、程、尋」均為動詞，都有「估計」的意思；讀「清侵」tsiŋ1 tsɐm1的一派，指是象聲詞，形容鐵匠打鐵聲，與後半句「磨鉸」對應。